# قملان (بني مطر)

تعديل مصدري - تعديل

قملان هي إحدى قرى عزلة الحدب بمديرية بني مطر التابعة لمحافظة صنعاء، بلغ تعداد سكانها 444 نسمة حسب تعداد اليمن لعام 2004.